# Halden Reactor

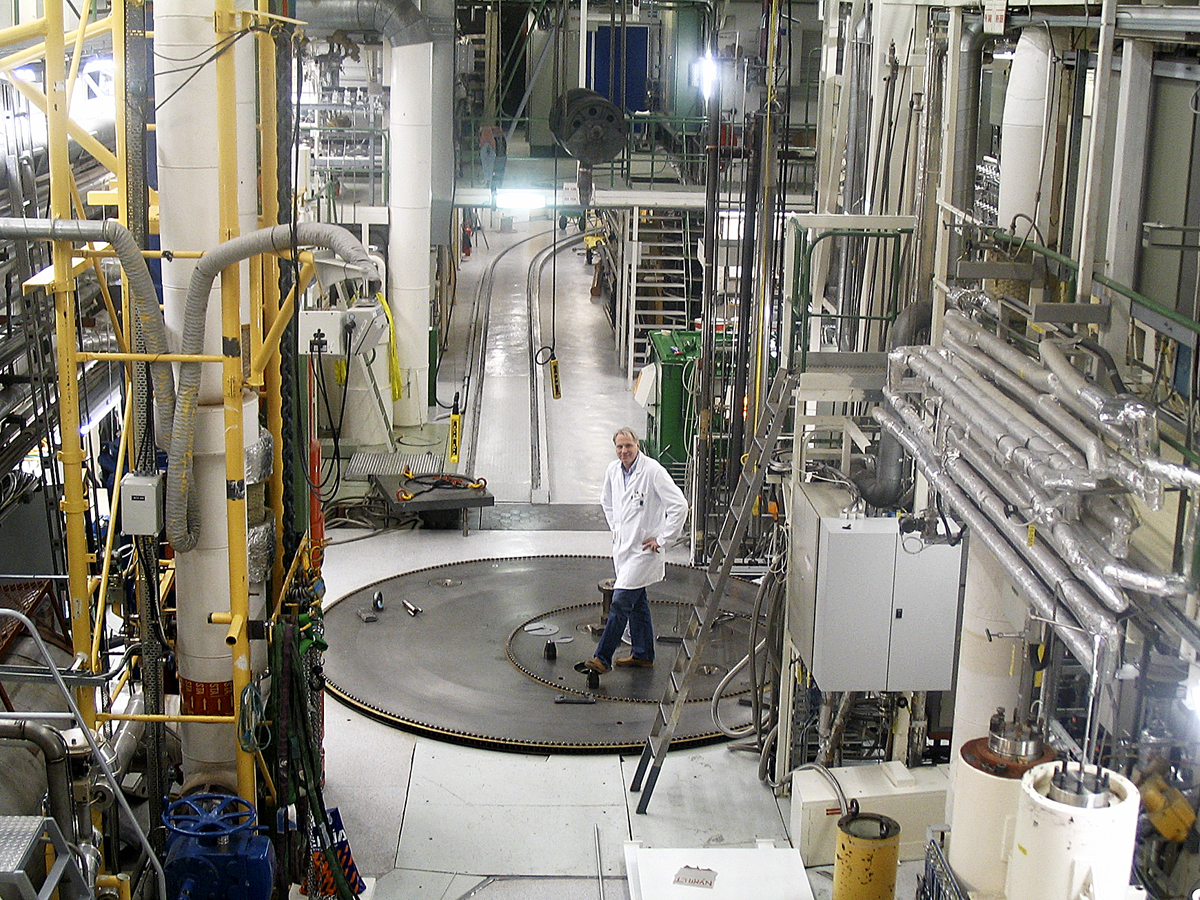

Halden Reactor — исследовательский ядерный реактор, расположенный в Халдене (Норвегия). Реактор запущен в 1958 году и эксплуатируется Институтом энергетических технологий.

## Конструкция
Реактор тяжеловодный, кипящий (BWR), с естественной циркуляцией теплоносителя первого контура, мощностью 25 МВт. Реактор используется для исследований безопасности материалов, выгорания топлива и поведения топлива в длительных кампаниях. Исследования ведутся в сотрудничестве с организациями из 19 стран.
Реактор расположен в гранитной скале. Реакторный зал размером 10*26*30 метров находится под гранитом толщиной более 30 метров. Туннель в зал снабжен гермодверями.
Система охлаждения реактора дает пар для местного целлюлозно-бумажного комбината.

## Инцидент
24 октября 2016 г. в 13:45 обнаружена утечка 150 МБк 131I и 24 МБк 132I. 25 октября Норвежский институт энергетических технологий объявил, что утечка не вышла за пределы реакторного зала. Персонал получил небольшие дозы облучения. Сообщалось об отсутствии риска для здоровья или окружающей среды за пределами объекта.
В начале марта 2017 года Беллона сообщила что инцидент был следствием разрушения топливных сборок и привел к проблемам контроля цепной реакции и охлаждения реактора. Также с проблемами этого реактора связывают зарегистрированное в январе 2017 года повышение концентрации 131I над Европой.